# Django – Ein Leben für die Musik
Django – Ein Leben für die Musik (Originaltitel: Django) ist ein französisches Filmdrama von Étienne Comar aus dem Jahr 2017. Die Filmbiografie frei nach der fiktionalen Buchvorlage Folles de Django von Alexis Salatko, der zusammen mit Comar auch das Drehbuch schrieb, beleuchtet das Leben des legendären Sinti-Jazzmusikers Django Reinhardt zur Zeit der deutschen Besetzung Frankreichs. Der Film war der Eröffnungsfilm der 67. Internationalen Filmfestspiele Berlin.

## Handlung
Frankreich 1943: Der begnadete Gitarrist Django Reinhardt gibt mit seiner Band, dem Quintette du Hot Club de France, ein umjubeltes Konzert in Paris. Für seinen elektrisierenden Gypsy-Jazz können sich selbst die deutschen Besatzer begeistern, sodass sie ihn – unter Auflagen – sogar auf Deutschlandtournee schicken wollen, um die Moral der Soldaten zu stärken. Seine aus Belgien zurückgekehrte Geliebte Louise de Klerk rät ihm davon ab und drängt ihn, stattdessen zu fliehen, werden doch Sinti wie er in ganz Europa verfolgt und wie kürzlich in den Ardennen sogar ermordet. Django, der durch die kriegsbedingte Abwesenheit amerikanischer Jazzmusiker als „King of Swing“ von Paris gefeiert wird, ist jedoch überzeugt, dass ihn seine Popularität und sein Fürsprecher, ein als Dr. Jazz bekannter deutscher Oberleutnant, vor der Verfolgung durch die Nationalsozialisten schützen werden.
Als die Tournee bereits organisiert ist, wird Django einer erniedrigenden medizinischen Untersuchung für den STO, den Pflichtarbeitsdienst, unterzogen. Louise versucht derweil, Djangos Ehefrau Naguine dazu zu bewegen, ihren Mann von der dringend notwendigen Flucht in die Schweiz zu überzeugen. Django lässt sich schließlich darauf ein und taucht mit Naguine und seiner Mutter Negros in Thonon an der Schweizer Grenze unter, wo sie Louises Kontaktmann Rossignol in einem leerstehenden Haus am Genfersee unterbringt. Dort warten sie darauf, über die Berge in die Schweiz gebracht zu werden – den Genfersee direkt zu überqueren sei zu riskant. Unweit ihres Hauses treffen sie auf Mitglieder ihrer weitverzweigten Sinti-Familie, die sich ebenfalls in Sicherheit bringen wollen. Als Django das Geld ausgeht und ihm Naguine mitteilt, schwanger zu sein, entschließt er sich, mit seinen Verwandten in einer Gastwirtschaft aufzutreten. Als es bei einem ihrer gemeinsamen Auftritte zu einer Schlägerei zwischen Einheimischen und deutschen Soldaten kommt, wird Django verhaftet.
Bei einer Unterredung mit Oberst Hans Biber, der Djangos Fluchtpläne erahnt, erscheint überraschend Louise, die inzwischen nicht nur in Künstlerkreisen und dem Untergrund, sondern auch zu den deutschen Besatzern einflussreiche Verbindungen pflegt. Auf ihre Bitte hin wird Django vorerst wieder freigelassen. Vor ranghohen deutschen Offizieren soll er jedoch ein Konzert spielen – als Wiedergutmachung. Django zeigt sich gegenüber Louise wütend darüber, bereits seit zwei Monaten in Thonon festzusitzen und nun auch noch ein Konzert für die Deutschen spielen zu müssen, die seinen Kapuzineraffen Joko getötet hätten. Louise, die in Paris verhaftet und verhört wurde, aber nicht näher auf die Begleitumstände eingehen möchte, meint, dass er keine andere Wahl habe.
Während die Sinti unter Hausarrest gestellt werden, bei denen er mit seiner Frau und Mutter nach der Beschlagnahmung der gemeinsamen Unterkunft durch deutsche Soldaten Zuflucht gefunden hat, verbringt Django seine Zeit damit, an der Orgel einer örtlichen Kirche ein Requiem zu komponieren.
Die Résistance besteht schließlich ebenfalls darauf, dass Django das Konzert für die Deutschen in der Villa Amphion gibt, damit ein verletzter englischer Pilot unbemerkt über den See in die Schweiz gebracht werden kann. Django willigt schließlich ein. Für die Darbietung werden ihm und seinen Bandkollegen, die auf Louises Betreiben hin aus Paris anreisen durften, von den Deutschen starke Einschränkungen auferlegt: Kein Blues, keine Breaks, nicht mehr als fünf Prozent Synkopen und keine Soli, die länger als fünf Sekunden dauern. Während Louise mit Offizier Hammerstein tanzt, der darauf achten soll, dass Django die Auflagen einhält, spielt dieser mit seiner Band immer ausgelassener. Immer mehr Gäste beginnen zu tanzen, sogar Oberst Hans Biber tanzt mit Louise. Je schneller und virtuoser Django seine Gitarre spielt, desto sittenloser wird jedoch sein Publikum, sodass das Konzert durch das Einschreiten eines empörten Majors jäh abgebrochen wird. Django und seine Musiker werden abtransportiert. Louise, die hofft, Django bald wiederzusehen, bleibt zurück.
Nachdem ein Soldat die Unterbrechung der Telefonleitungen und einen Sprengstoffanschlag auf einen deutschen Zug gemeldet hat, ertappt Oberst Biber Louise beim Versuch, heimlich zu entkommen, und stößt sie – im Wissen, getäuscht und abgelenkt worden zu sein – zu Boden. Die Sinti werden daraufhin von ihrem Lagerplatz abtransportiert und ihre Wohnwagen von Soldaten mit Flammenwerfern niedergebrannt. Django kann mit Naguine und Negros fliehen. In den Bergen muss er jedoch seine schwangere Frau und seine gebrechliche Mutter bei einer Hütte zurücklassen. Kurz vor der Schweizer Grenze entkommt er nur knapp einer deutschen Patrouille.
Im Mai 1945 wird Djangos Requiem, das er seinen verfolgten Sinti-Brüdern gewidmet hat, mit Streichern, einem Chor, einer Orgel und mit ihm als Dirigenten in Paris aufgeführt. Unter den Zuhörern sind auch Djangos Frau mit Kind und seine Mutter.

## Hintergrund

### Idee und Drehbuch

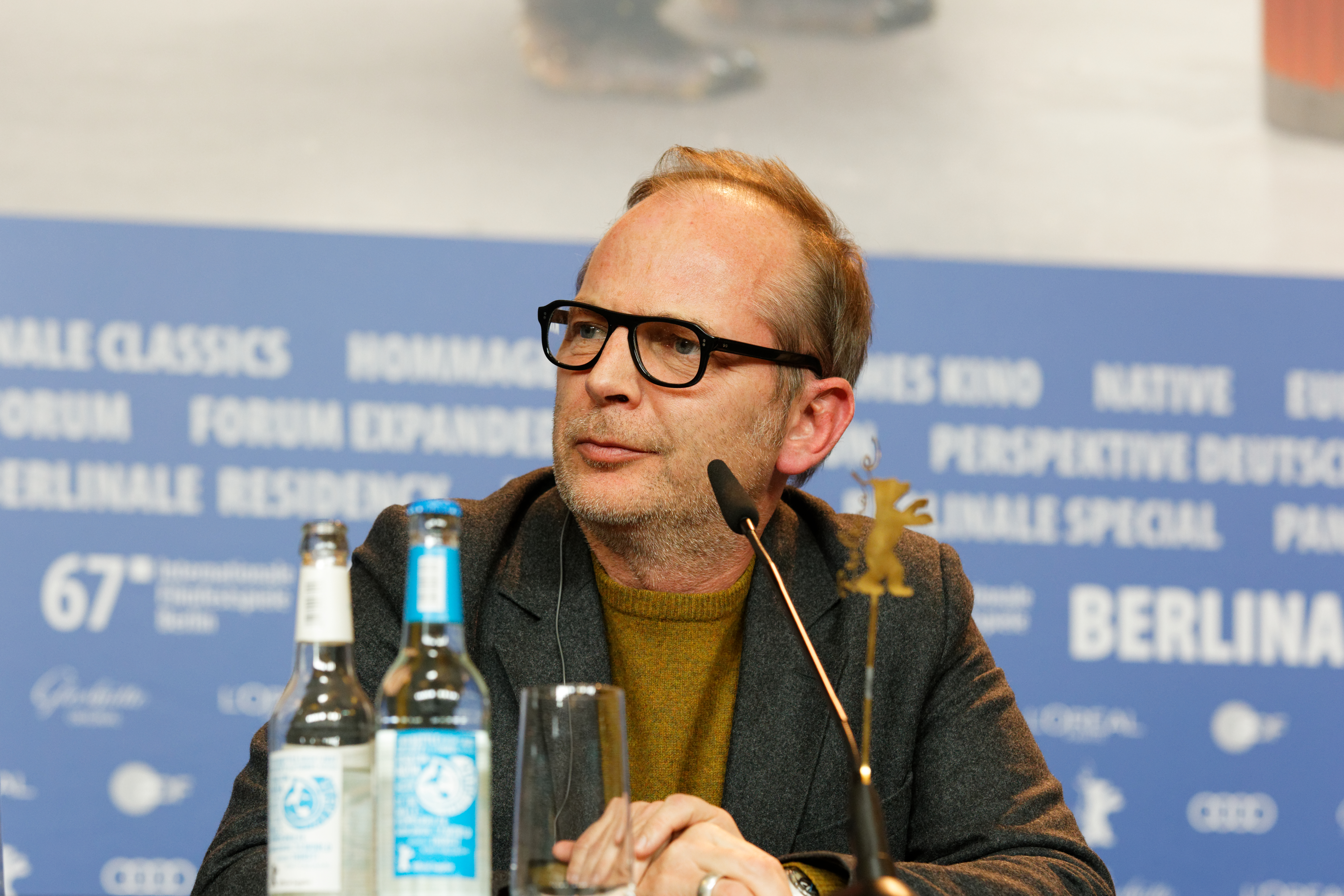
Étienne Comar bei der Pressekonferenz für seinen Film auf der Berlinale 2017

Der Film war das Regiedebüt von Étienne Comar, der seit Ende der 1990er Jahre vor allem als Filmproduzent und wie bei dem preisgekrönten Film Von Menschen und Göttern (2010) bisweilen auch als Drehbuchautor tätig ist. Django Reinhardts Leben zu verfilmen, schien Comar, der schon seit längerem einen Film über „einen Musiker in Bedrängnis“ drehen wollte, naheliegend. Auch sah Comar in Reinhardts Musik familiär bedingt – Comars Vater war ein großer Fan von Django Reinhardt und sein Neffe spielte mit Begeisterung Reinhardts Lieder nach – eine generationsübergreifende Qualität, was ihn zusätzlich bestärkte, einen Film über Reinhardt zu drehen.
Für seine Filmbiografie konzentrierte sich Comar auf die Besatzungsjahre Frankreichs zwischen 1943 und 1945. Er entschied sich bewusst für diese Periode in Reinhardts Leben, weil sie zeige, wie man über die Musik die Welt um sich herum vollständig ausblenden könne. Diese Blindheit eines Künstlers gegenüber der Außenwelt und die spätere Einsicht darüber sollten die Themen seines Films werden. Als literarische Vorlage diente ihm dabei die fiktionale Biografie Folles de Django (2013) von Alexis Salatko, den er überredete, mit ihm zusammen auch das Drehbuch zu schreiben. Das Ergebnis unterschied sich wiederum deutlich von der Vorlage. Comar traf sich zudem mit Reinhardts Enkel David Reinhardt, der ihm von seinem Großvater und anderen Verwandten aus dieser Zeit erzählte. Die Handlung basiert so zwar auf realen Ereignissen, wie Djangos Aufenthalte in Paris und Thonon-les-Bains oder sein Fluchtversuch in die Schweiz, ist jedoch zwischen den einzelnen Stationen fiktiv.

### Besetzung
Bei der Besetzung der Titelrolle entschied sich Comar für Reda Kateb, der in seinen Augen den Charme und gleichzeitig die nötige Ernsthaftigkeit mitgebracht habe, um Django Reinhardt perfekt zu spielen. Kateb nahm daraufhin ein Jahr lang Gitarrenunterricht. Djangos im Film zu hörendes Gitarrenspiel wurde jedoch von dem niederländischen Jazzgitarristen Stochelo Rosenberg aufgenommen. In den Nahaufnahmen wurde Kateb wiederum von dem auf Gypsy-Jazz spezialisierten französischen Gitarristen Christophe Lartilleux gedoubelt. Für Djangos Band Quintette du Hot Club de France kamen im Film statt Schauspielern zudem echte Musiker zum Einsatz. Der Gypsy-Jazz-Gitarrist Hono Winterstein erhielt wiederum die Rolle eines Verwandten, mit dem Django im Film in der Gastwirtschaft und später auch in der Villa Amphion auftritt. Die Rollen der deutschen Offiziere Hammerstein, Hans Biber, Dietrich Schulz-Köhn (Dr. Jazz) und Werner Effman übernahmen die deutschen Schauspieler Ulrich Brandhoff, Alex Brendemühl, Jan Henrik Stahlberg und Robert Schupp.

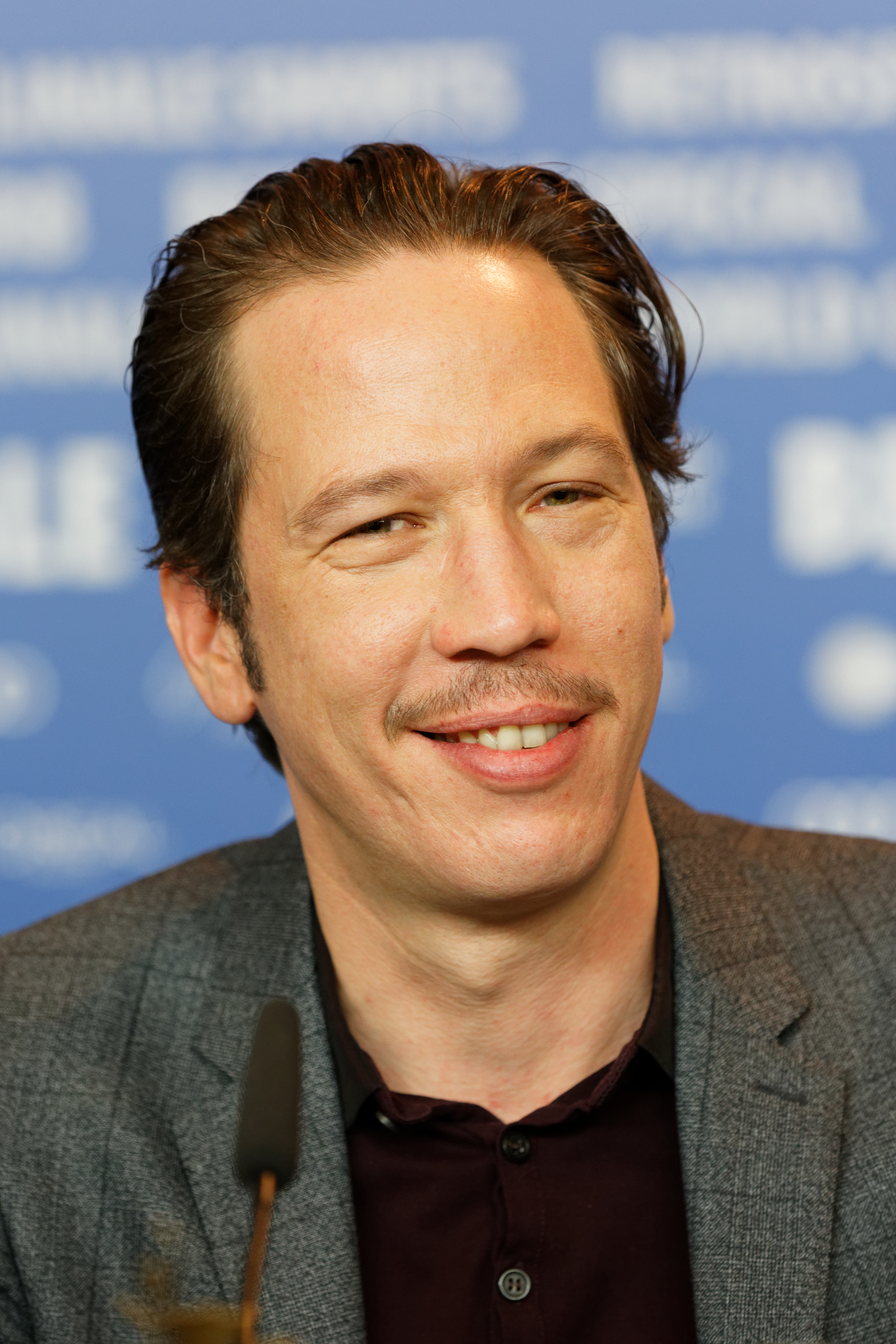
Reda Kateb (Django Reinhardt)
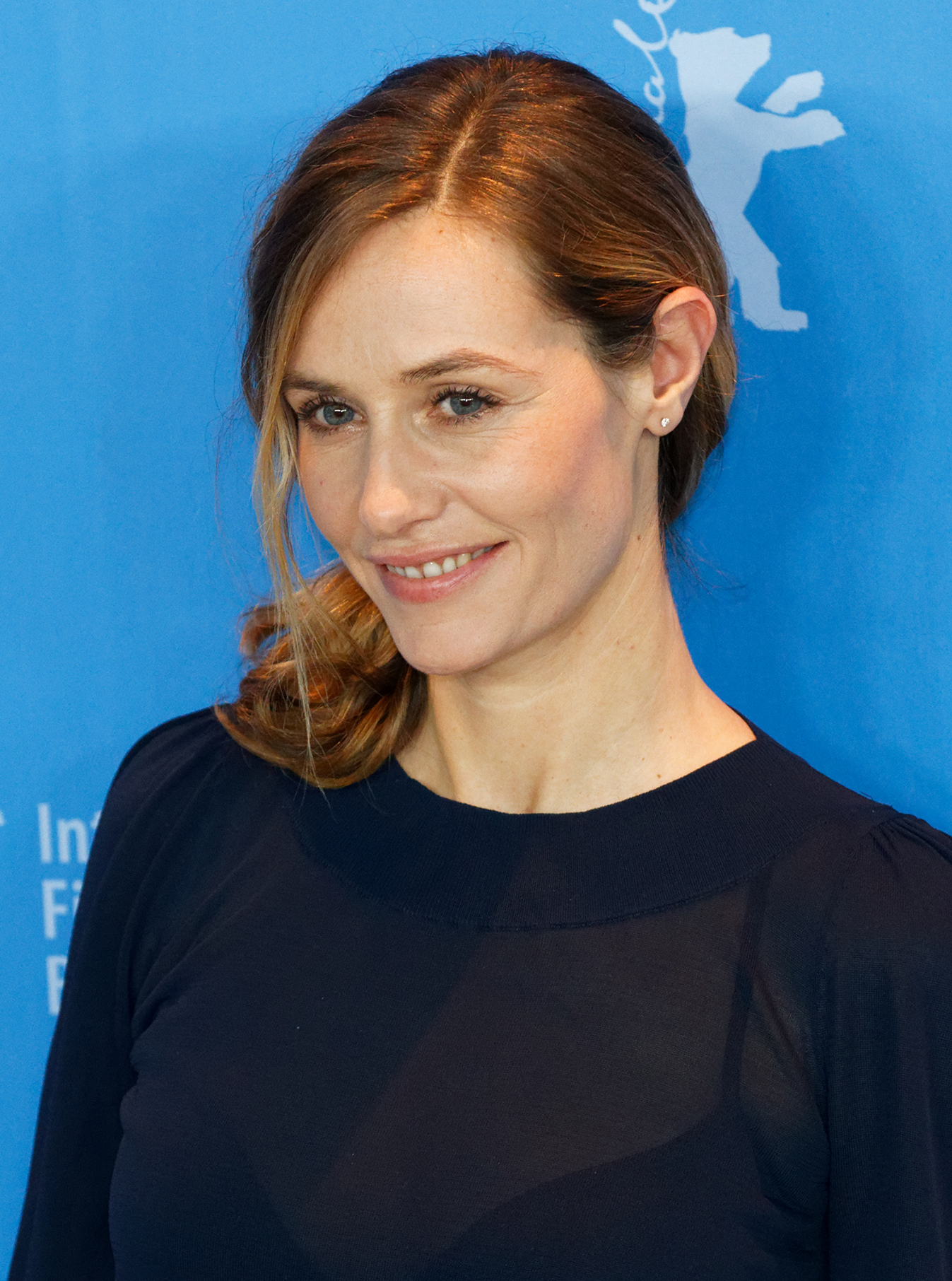
Cécile de France (Louise de Klerk)
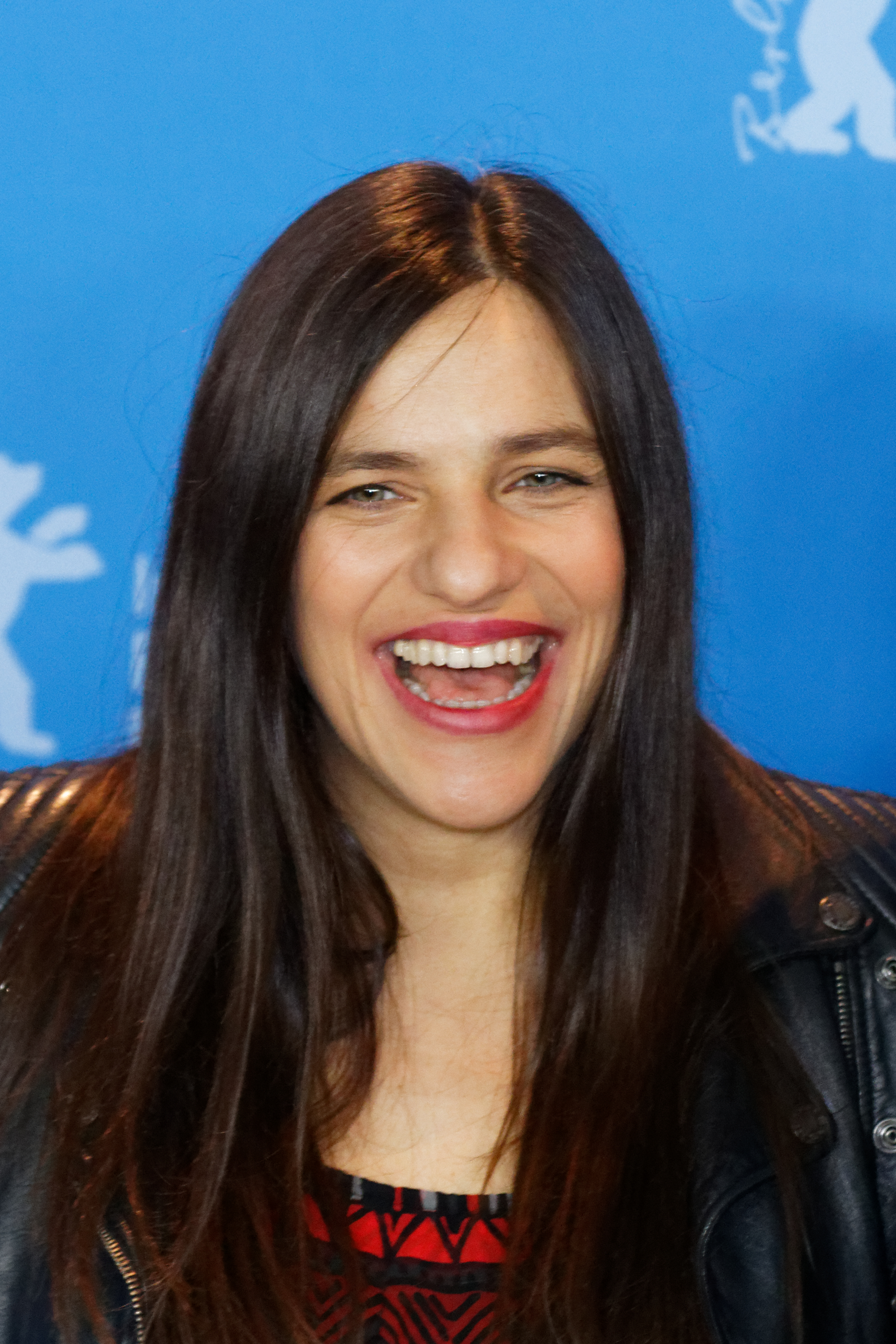
Bea Palya (Naguine Reinhardt)
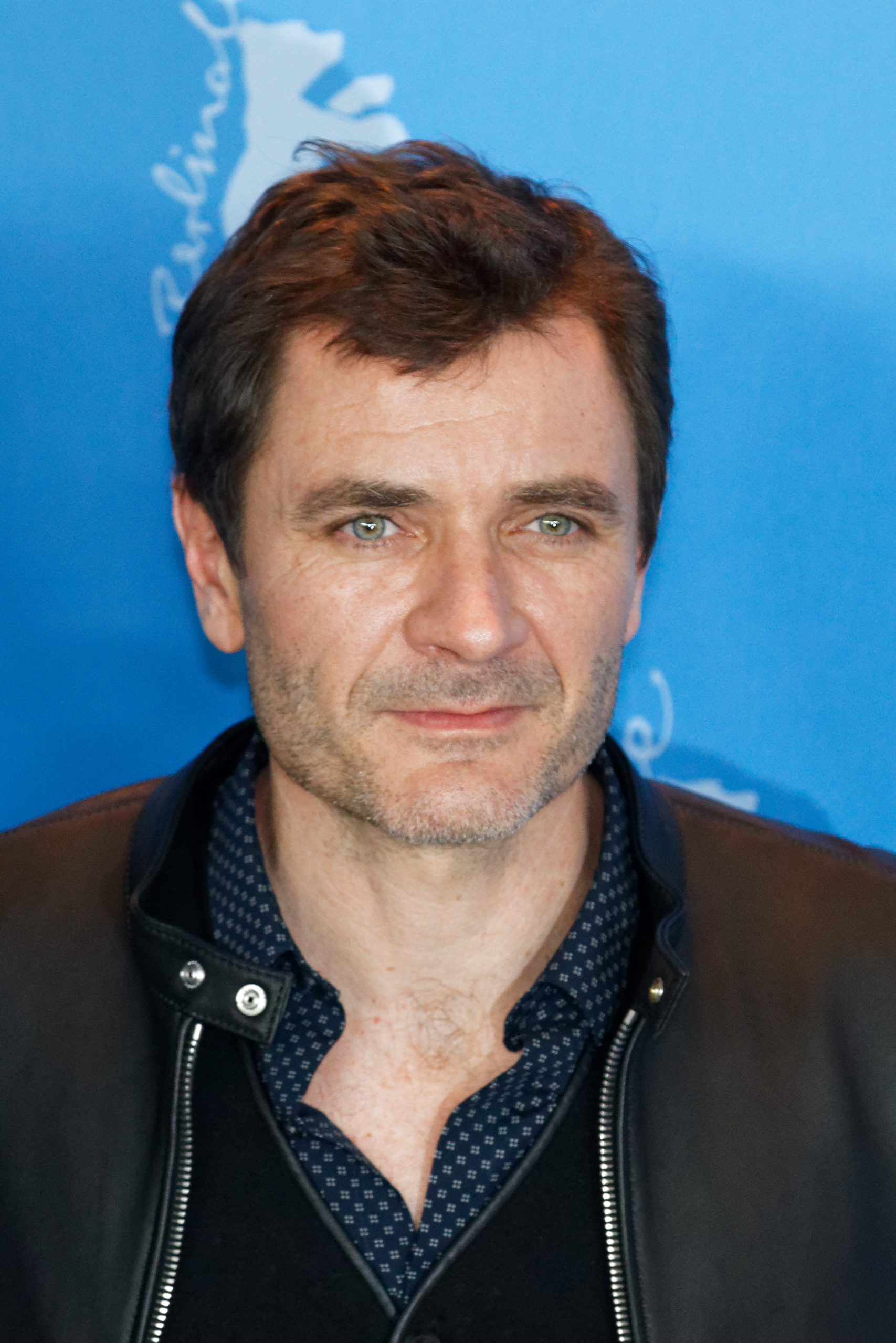
Alex Brendemühl (Oberst Hans Biber)
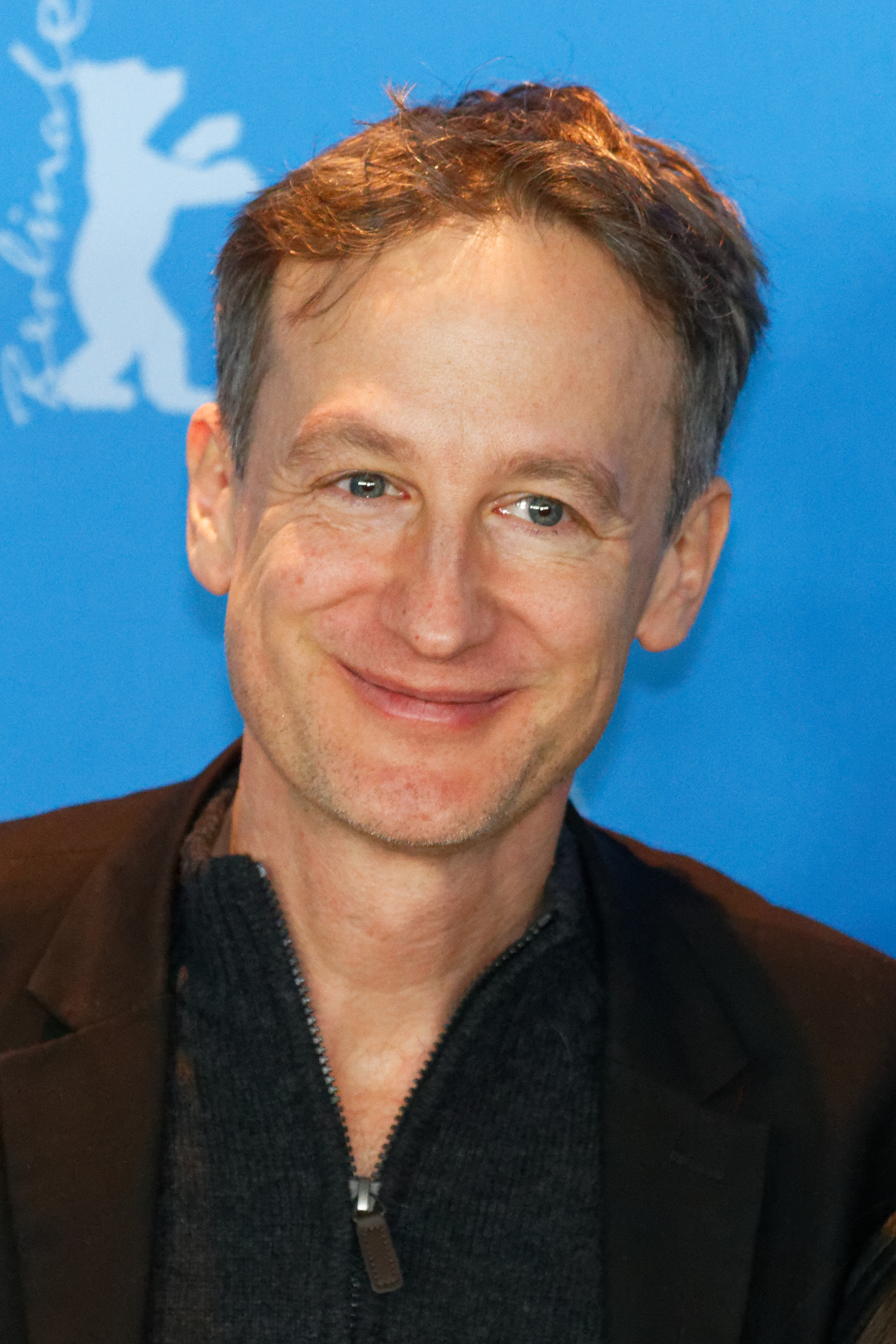
Jan Henrik Stahlberg (Dr. Jazz)

Mit Bimbam Merstein wurde Djangos Mutter mit einer Angehörigen der Sinti und Roma besetzt, die keine Schauspielerfahrung besaß, dafür aber laut Regisseur Comar Reinhardts echter Mutter sehr ähnlich gesehen habe. In der ungarischen Sängerin Bea Palya, die ebenfalls den Sinti und Roma angehört, fand Comar die für ihn ideale Besetzung von Djangos Frau Naguine. Um die Welt der „Zigeuner“ authentisch in seinem Film wiederzugeben, führte Comar zusammen mit dem Casting Director Stéphane Batut in der Region um Forbach ferner ein Casting unter einer sesshaften Gemeinschaft von Manouches durch, bei denen es sich fast ausschließlich um Musiker handelte, die auch das im Film zu hörende Sintitikes sprechen.
Die im Film von Cécile de France gespielte Figur der Louise de Klerk ist fiktiv und wurde von Comar im Film stellvertretend für die gebildeten Frauen aus den Pariser Künstlerkreisen der Zwischenkriegszeit eingesetzt, die Django Reinhardt verehrt und ihn in ihre Kreise eingeführt hatten. Als Orientierung las de France auf Comars Empfehlung hin eine Biografie über die US-amerikanische Fotografin Lee Miller, die in den 1930er Jahren zur Pariser Kunstszene gehört und sich später auch als Kriegsberichterstatterin betätigt hatte.

### Dreharbeiten

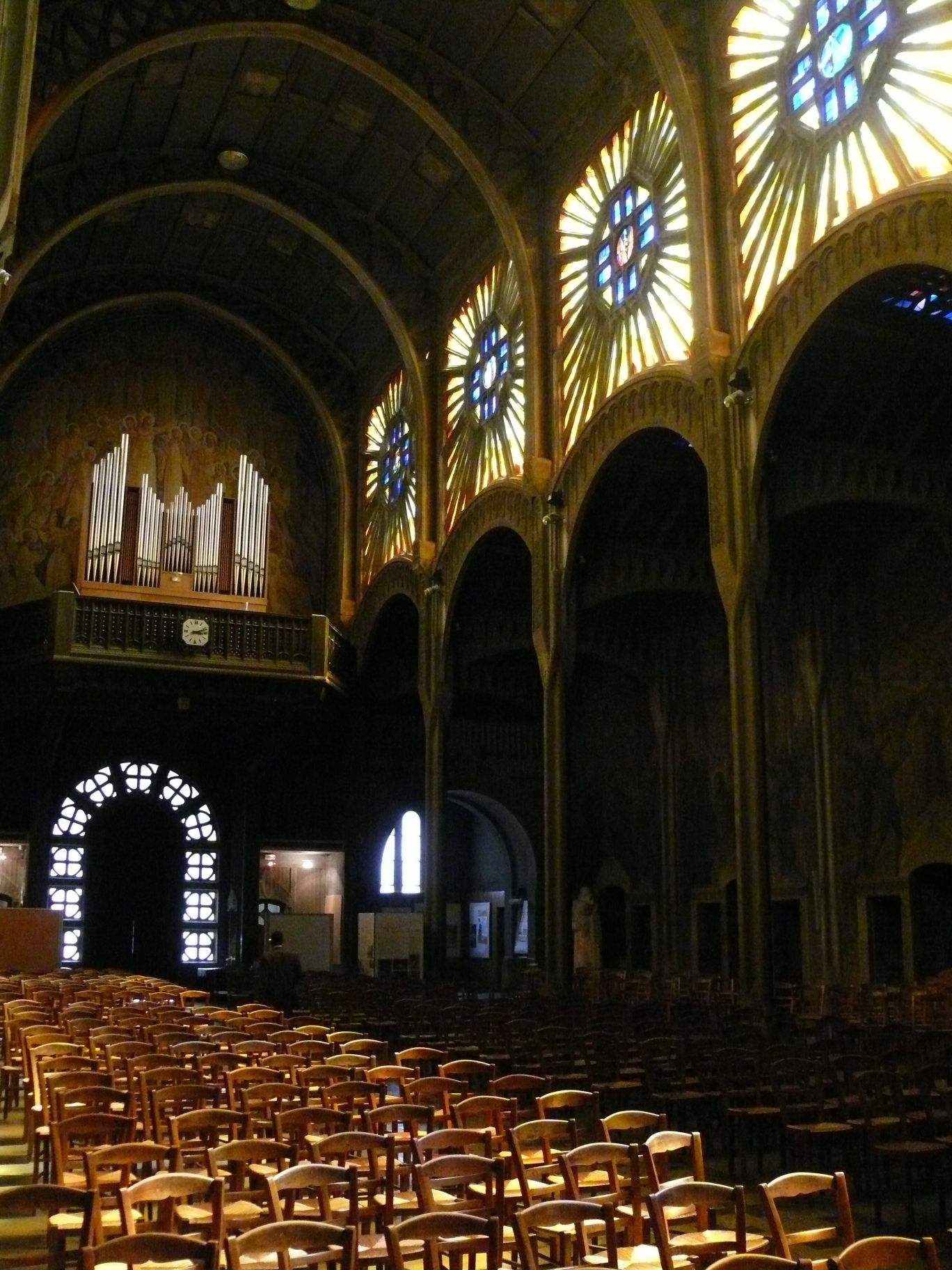
Die Kirche Saint-Christophe-de-Javel in Paris, ein Drehort des Films

Die Dreharbeiten fanden 2016 in Paris und in den Départements Savoie und Haute-Savoie in der Region Auvergne-Rhône-Alpes statt. In Savoie wurde vorwiegend in Aix-les-Bains gedreht, wo die Aufnahmen für die Konzertszene am Anfang des Films im Theater des Kasinos Grand Cercle entstanden. Drehorte in Haute-Savoie waren der Parc de la Châtaigneraie in Thonon-les-Bains am Genfersee, die ebenfalls am Genfersee gelegenen Gemeinden Neuvecelle (Lagerplatz der Sinti) und Lugrin (Villa Amphion) sowie Talloires am Lac d’Annecy.
Als Kirche von Thonon-les-Bains, in der Django im Film sein Requiem an einer Orgel komponiert, diente die Pariser Kirche Saint-Christophe-de-Javel. Die Aufführung des Requiems am Ende des Films, die nach dem Krieg tatsächlich stattfand, wurde am Originalschauplatz in Paris in der Kapelle (Saal André-Marchal) des Institut National des Jeunes Aveugles gedreht. Als Szenenbildner trat Olivier Radot in Erscheinung. Die Kostüme entwarf Pascaline Chavanne. Das Budget betrug rund 8,8 Millionen Euro.

## Soundtrack
Die auf Gitarre gespielten Jazzkompositionen wurden für den Film vom Rosenberg Trio um den niederländischen Jazzgitarristen Stochelo Rosenberg eingespielt, der auch eigene Kompositionen zum Film beisteuerte. Andere Instrumente wurden im Tonstudio ebenfalls von erfahrenen Jazzmusikern gespielt, darunter Claude Tissendier (Klarinette), Xavier Nikq (Kontrabass), Yoann Serra (Schlagzeug), Costel Nițescu (Geige), Pierre Bertrand (Saxophon), Michel Feugère (Trompete) und Laurent Maur (Mundharmonika). Die Orgel spielte Thomas Ospital, der für den Film zusätzliche Orgelmusik komponierte.
Der australische Musiker und Komponist Warren Ellis wiederum schrieb zusammen mit Étienne Comar die am Ende des Films mit Streichern, Orgel und Chor vorgetragene Komposition Lacrimosa Song und rekonstruierte dafür mit der Erlaubnis von David Reinhardt die Partitur des bis auf wenige Takte verloren gegangenen Requiem à mes frères tsiganes, das Django Reinhardt komponiert und allen Sinti gewidmet hatte, die während des Zweiten Weltkriegs verfolgt worden waren, und das nur einmal anlässlich der Befreiung 1945 in Paris aufgeführt worden war.

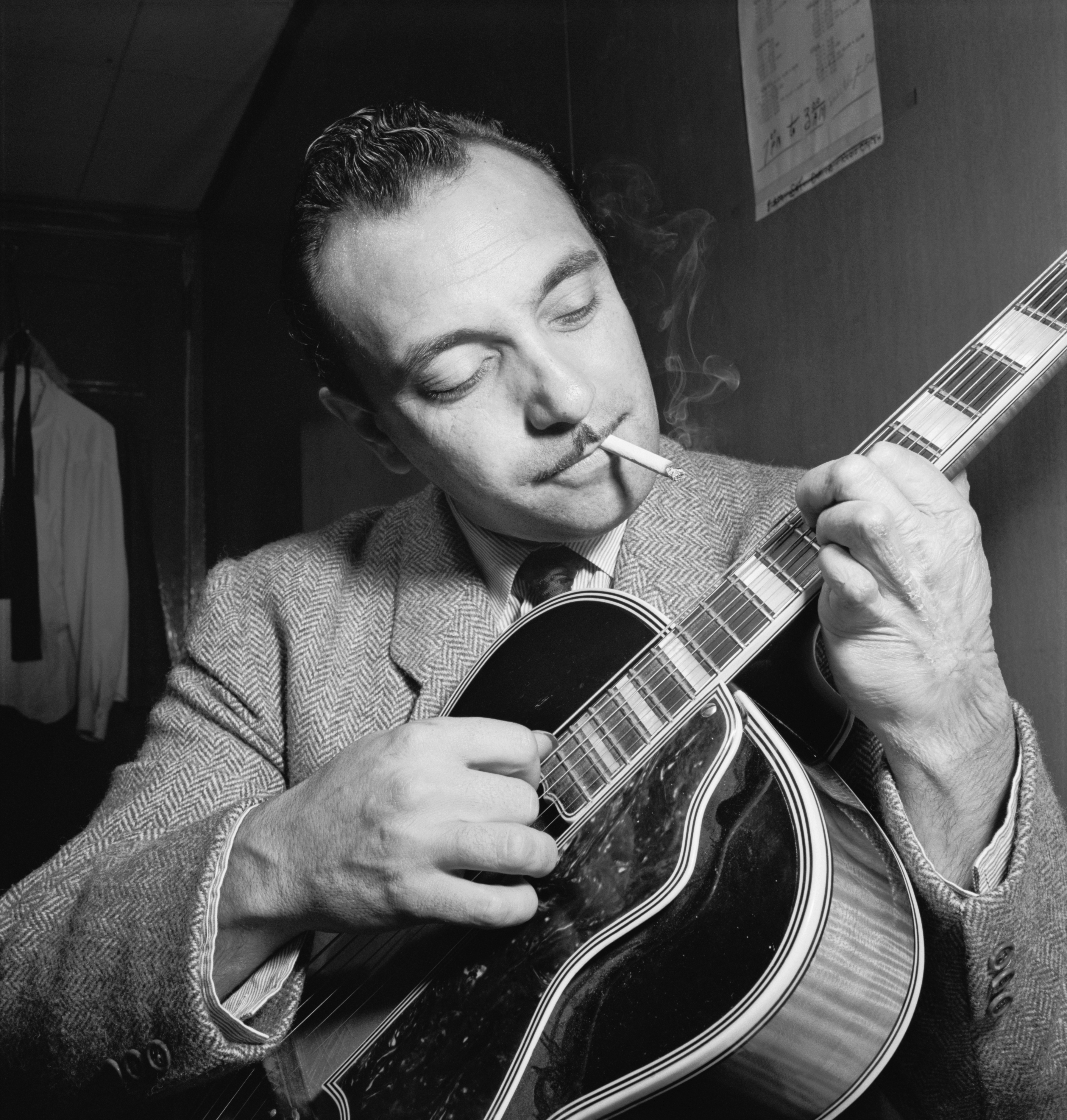
Django Reinhardt (1946)

Zu den Kompositionen, die Django im Film auf seiner Gitarre spielt, zählen:
- Les Yeux noirs von Django Reinhardt*
- Vendredi 13 von Django Reinhardt*
- Nuages von Django Reinhardt*
- Blues Clair von Django Reinhardt*
- Mélodie au crépuscule von Django Reinhardt und Lawrence Riesner*
- Naguine von Django Reinhardt
- Monsieur Hoffmann von Stochelo Rosenberg*
- Marseillaise improvisation*
- Blues en mineur von Django Reinhardt und Stéphane Grappelli*
- Belleville von Django Reinhardt und Stéphane Grappelli*
- Manoir de mes rêves von Django Reinhardt*
- Minor Swing von Django Reinhardt und Stéphane Grappelli*

Weitere im Film zu hörende Musikstücke sind:
- Mer Ham Sinti von Stochelo Rosenberg*
- Swing 41 von Django Reinhardt
- Zaz Zuh Zaz von Cab Calloway
- Original Rags von Scott Joplin
- Tears von Django Reinhardt und Stéphane Grappelli*
- Hommage aux anciens von Etienne Timbo Mehrstein und Paul Winterstein*
- Rythme Futur von Django Reinhardt
- La Messe de Django von Django „Jean“ Reinhardt*
- Lacrimosa Song von Étienne Comar und Warren Ellis*

Die Musik des Films wurde 2017 von dem auf Jazzmusik spezialisierten Label Impulse! Records auf CD veröffentlicht. Unter den insgesamt 17 Tracks (*) der CD befindet sich auch eine im Film nicht verwendete Komposition von Stochelo Rosenberg unter dem Titel Métro abbesses.

## Rezeption

### Veröffentlichung

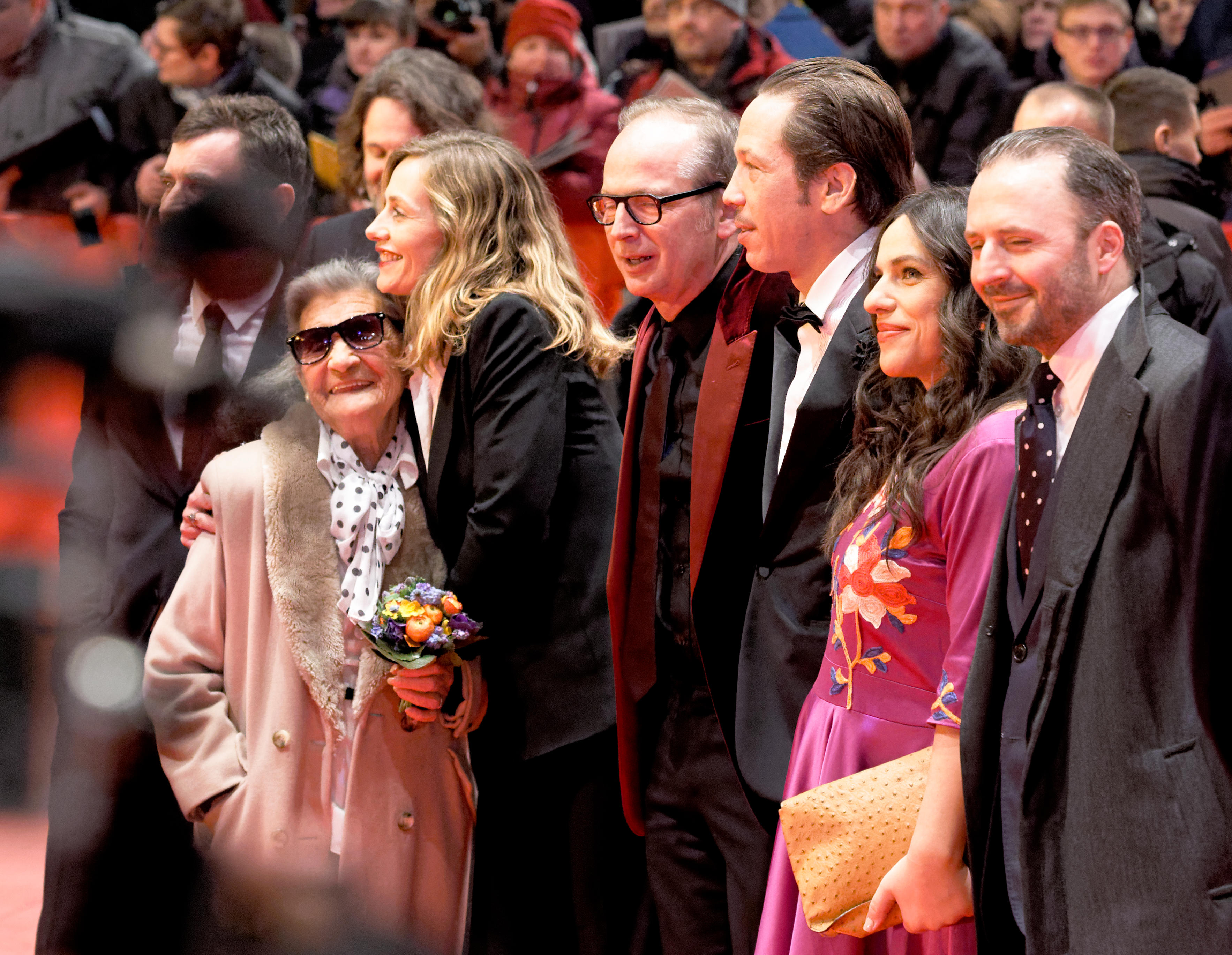
Eröffnungsgala der Berlinale 2017: Bimbam Merstein, Cécile de France, Étienne Comar, Reda Kateb, Bea Palya und Robert Schupp (v. l. n. r.)

Django – Ein Leben für die Musik wurde als Eröffnungsfilm der 67. Berlinale am 9. Februar 2017 uraufgeführt. Unter den 1600 Galagästen im Berlinale Palast am Potsdamer Platz waren neben dem Regisseur und den Darstellern des Films unter anderem auch Richard Gere, Senta Berger, Wim Wenders und Volker Schlöndorff anwesend. Mit seiner Kombination von Jazz und Politik galt der Film im Vorfeld als idealer Auftakt der Berlinale, die verglichen mit Cannes und Venedig als das politischste der drei großen Filmfestivals bekannt ist. Die deutschen und internationalen Kritiken fielen jedoch eher durchwachsen aus.

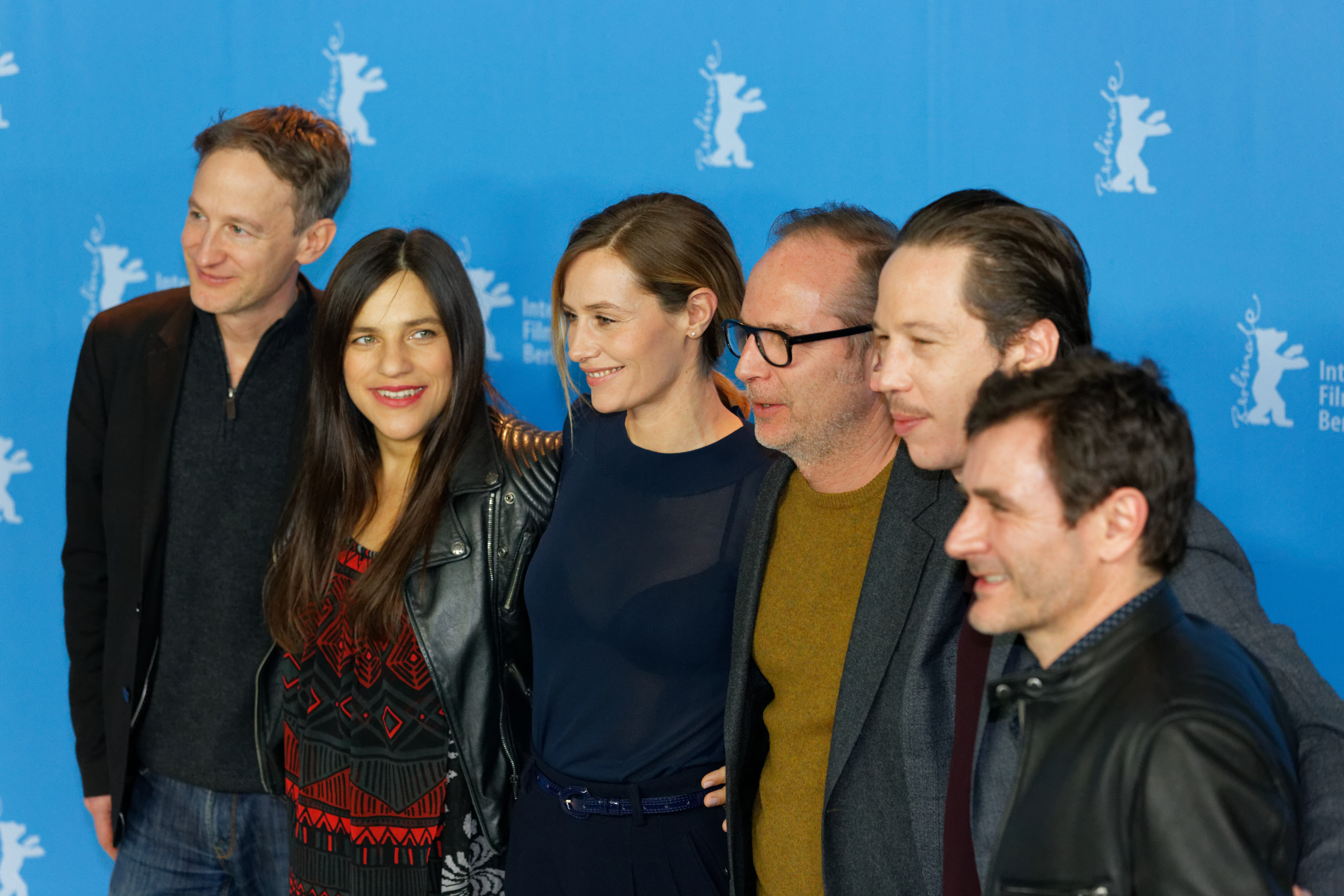
Jan Henrik Stahlberg, Palya, de France, Comar, Kateb und Alex Brendemühl (v. l. n. r.) auf der Berlinale

Am 3. April 2017 hatte der Film in Paris seine Frankreich-Premiere, ehe er dort am 26. April 2017 in den allgemeinen Verleih ging und von rund 498.000 Zuschauern gesehen wurde. In Deutschland kam er am 26. Oktober 2017 in die Kinos, in Österreich am 12. Januar 2018. Weltweit spielte er über 3,6 Millionen Dollar an den Kinokassen ein. Im März 2018 erschien er auf DVD und Blu-ray.

### Kritiken

#### Deutschland
Verglichen mit anderen Eröffnungsfilmen der Berlinale, die mit Musik zu unterhalten wüssten und bisweilen auch „richtig gute Filme“ seien wie 2003 Chicago oder 2007 La vie en rose, lande Django – Ein Leben für die Musik allenfalls auf „eine[m] soliden Platz im Mittelfeld“, urteilte Die Welt. Die „stärkst[e] Sequenz“ des Films, der „jegliche falsche Zigeunerromantik“ vermieden habe, sei Reinhardts Flucht in die Schweiz, bei der er sich im Wald ein Loch in den Schnee grabe, um sich darin vor deutschen Soldaten zu verstecken. „Das berührt in seiner stillen Direktheit mehr als der Schluss, der den Zuschauer und Zuhörer mit Musik überwältigt.“
Die Süddeutsche Zeitung sah den Film „als Gegenentwurf zu The Sound of Music“. Im Vergleich zu dem Film von 1965, in dem ebenfalls Musiker vor den Nazis über die Berge in die Schweiz fliehen, sei Django – Ein Leben für die Musik „apokalyptisch gestimmt“. Abseits der Musikszenen sei Comars Film zudem „ein Bekenntnis zur Langsamkeit“. Es gebe einige „Szenen, in denen nichts passiert“. Auch seien mit Ausnahme von „Djangos schrulliger Mutter Negros“ fast alle Figuren skizzenhaft. Der Film sei größtenteils „dennoch ganz schön“, zumindest dann, wenn die Musik im Vordergrund stehe. Diese bringe sogar Nazi-Offiziere zum Tanzen, was bereits zu Beginn der Berlinale „gutes Kino“ biete, schrieb Die Zeit. Was mit den Opfern der NS-Verfolgung an schlimmen Dingen passiere, sei vom Regisseur „mit einem ebenso schlichten wie einleuchtenden Kniff inszeniert“, indem er „die Leinwand in solchen Momenten in sekundenlanges, tonloses Schwarz [taucht]“. Der Zuschauer habe die Bilder auch so „noch im Kopf“. Der Film sei „für eine Festivaleröffnung nicht gerade ein Korkenknaller“, für „Kinoliebhaber, die […] Djangos Gipsy-Swing in dramatischen Zeiten sehen und hören [wollen]“, sei er jedoch zu empfehlen.
Der Spiegel lobte zwar die Darsteller – Reda Kateb imitiere Reinhardts meisterliches Gitarrenspiel „perfekt“ und Cécile de France verkörpere die Figur der Louise „mit undurchdringlicher Intensität“ –, kritisierte jedoch, dass in Comars Film „ein sprichwörtlicher, in anderen Kontexten romantisch verklärter Bohemien zu einem Widerstandshelden stilisiert“ und mit der letzten Szene, in der Django das von ihm komponierte Requiem dirigiere, noch dazu als „Vertreter einer bis heute in Frankreich diskriminierten Minderheit in die bürgerliche Hochkultur integriert“ werde. Zudem sei der Ton, den der Film anschlage, der „des Betroffenheitskinos“.
Obwohl der Film der erste sei, der sich dem Leben Django Reinhardts angenommen habe, biete er nichts Neues, befand Verena Lueken in der Frankfurter Allgemeinen Zeitung. Nach all den gleichartig in Szene gesetzten Filmen über diese Zeit sei „alles, was nach Wahrheit, nach Erkenntnis streben mag, […] letztlich doch nur noch Folklore“. Auch werde nicht einmal ansatzweise deutlich, „wer dieser Django Reinhardt eigentlich war“. Reda Kateb spiele seine Rolle „undurchdringlich, ein wenig süffisant, leicht schläfrig manchmal“. Djangos Konzert in der Villa am Genfersee sei daher mehr „Feuerwehrball“ als „brandgefährlich[er] Tanz auf dem Vulkan“.
Das Lexikon des internationalen Films fand, dass der Film „sich dramaturgisch reizvoll auf die wichtigsten Jahre im Leben Django Reinhardts [konzentriert]“, dabei jedoch „der historische Kontext allzu schlicht und behäbig“ geworden sei. Zudem sei „die außerordentliche Kraft von Reinhardts Musik […] nur in wenigen Momenten“ spürbar. Cinema sah in der „Widersprüchlichkeit“ der Titelfigur „einen gewissen Reiz“, kritisierte jedoch „die konventionelle, allzu behäbige Erzählweise“, die „einen seltsamen Kontrast zu der überschwänglichen Musik [bildet]“. Laut epd Film sei es dem Regisseur „mit seiner abwechselnd hochspekulativen und dürren Schilderung“ nicht gelungen, den Musiker Reinhardt oder auch „das Schicksal der Sinti“ adäquat darzustellen. Zu viel Zeit werde zudem auf die fiktive Figur der Louise de Klerk verschwendet, die mit Cécile de France zwar „schön und cool wie Lauren Bacall“ daherkomme, aber „vor allem als kitschiges Damenopfer [dient]“. Abschließend meinte epd Film: „Wenn man sich am Ende mehr dafür interessiert, was aus Louise wird als aus Django, dann ist etwas ziemlich schiefgelaufen.“

#### Frankreich
Le Parisien lobte Hauptdarsteller Reda Kateb, der Django Reinhardt „in seiner Größe und seinen Widersprüchen“ aufleben lasse, und sah in Cécile de France „eine Ikone“ der damaligen Zeit. Der Film sei spannend und auch die Nebenrollen seien stimmig. Alles passe „perfekt“ zusammen. Le Journal du Dimanche zufolge habe Kateb seine Rolle „mit eleganter Lässigkeit“ gespielt. In den musikalischen Sequenzen werde zudem „mit Bravour die allumfassende Kraft“ von Reinhardts Swing wiedergegeben. Mit seinem Fokus auf die Besatzungszeit habe der Regisseur jedoch interessante Aspekte von Reinhardts Biografie außer Acht gelassen – etwa seine Kindheit, seine Zusammenarbeit mit Stéphane Grappelli oder seine Zeit in Amerika –, was schade sei sowohl für den Geist des Films als auch für jene Zuschauer, die mit Django Reinhardt nicht vertraut seien. Die fiktiven Elemente der Handlung würden ferner für etwas zu viel romantische Verklärung sorgen.
Le Monde konstatierte, dass Comar am Anfang des Films „die ambivalente Haltung der nationalsozialistischen Machthaber gegenüber französischen Künstlern“ – sowohl die Bewunderung als auch die Verachtung – genau nachgezeichnet habe. Sobald Django jedoch durch die mysteriöse Louise – gespielt von „Cécile de France, die nicht weiß, was sie mit einer rein fiktiven Figur anfangen soll“ – dazu gebracht werde, mit seiner Familie in die Schweiz zu fliehen, wolle sich der Film der Spannung wegen als Actionfilm verkaufen. Diese künstliche Entwicklung werde in einer sehr langen Sequenz, in der Django für die deutschen Offiziere spiele, auf die Spitze getrieben. Sein „mechanischer Rhythmus“, der „atemlos“ wirken solle, belaste den Film so sehr, dass er fast zum Stillstand komme. Für Le Figaro war der Film über einen Jazzmusiker „eine Rekonstruktion, der es an Swing fehlt“.
Die französische Ausgabe des Rolling Stone fand, dass Kateb in Comars Debütfilm meisterlich die Führung übernommen und es dabei erfolgreich vermieden habe, Django Reinhardt einfach nur nachzuahmen. Cécile de France sei es mit Kateb an ihrer Seite dagegen nicht gelungen, den Charakter der Louise greifbar zu machen – „ein romantisches Element, das zu schwach und nahezu schlampig gemacht ist“. Indem er ihn „mit teuflischem Swing“ eröffne, habe der Regisseur seinen Film gleich zu Beginn kraftvoll Leben eingehaucht. Es sei jedoch vor allem das finale Lacrimosa aus Reinhardts Requiem, „das einem letztlich uneinheitlichen Werk etwas wirklich Feierliches verleiht“.

#### Vereinigte Staaten
Für Peter Debruge von Variety war Django – Ein Leben für die Musik eine „lose, zeitweilig überzeugende Filmbiografie“, die als Eröffnungsfilm der Berlinale dem während der NS-Zeit erfahrenen Leid der Sinti und Roma die dringend benötigte Aufmerksamkeit verschaffe. Wenn der Film eher unrealistisch Reinhardt schlitzohrig Konzerte geben lasse, um für die Résistance die Nazis abzulenken, erinnere er ein wenig an Tarantinos Inglourious Basterds. Dass der Regisseur die Gewalt gegen die Sinti und Roma größtenteils ausgeblendet habe, sei für ein europäisches Publikum sicherlich die bessere Wahl, sorge jedoch auch für „ein seltsam spannungsfreies Drama“. Die Musikszenen seien „die mit Abstand ergreifendsten Sequenzen“ des Films. Diese Szenen seien es auch, in denen Kateb überzeugen könne, dessen Darstellung „auf den ersten Blick fast lächerlich [wirkt]“ – wie die „Karikatur eines betrunkenen Musikers“. Die Szenen, die den privaten Reinhardt zeigen, seien dagegen „weder realistisch noch dramatisch“.
Der Hollywood Reporter attestierte Kateb wiederum „eine beeindruckend beherrschte Vorstellung“. Auch wenn die teils fiktionale Geschichte nicht glaubwürdig sei, sobald sie zu abenteuerlich werde und sich mit „bösen Nazis, einer schönen Doppelagentin und einem meisterhaften Versatzstück à la Hitchcock“ mehr Inglourious Basterds annähere als der historischen Überlieferung, handle es sich um einen „gut gemachten“ Film „mit einem der denkbar besten Soundtracks“. Aus technischer Sicht – Kamera, Szenenbild und Ton – könne der Film in seiner klassischen Machart ebenfalls überzeugen. Die Los Angeles Times schrieb, dass der Film abseits der „vielen guten Szenen“, die Reinhardt beim Musizieren zeigen, von „rätselhafter Plattheit“ gekennzeichnet sei und damit weder Einblicke in Reinhardts Psyche biete noch ein anschauliches Porträt eines Künstlers in Kriegszeiten sei. Kateb stelle „mit seiner undurchdringlichen Darstellung“ zwar die „arrogante Unverfälschtheit eines Genies“ zur Schau, doch werde der Film die Fans der Jazzlegende nur dazu bringen, sich wieder ihren geliebten Django-Platten zuzuwenden, um die ganze Größe ihres Idols in sich aufzunehmen.

### Auszeichnungen
Django – Ein Leben für die Musik lief auf der Berlinale 2017 im Rennen um den Goldenen Bären und um den Preis für den besten Erstlingsfilm. Beim Philadelphia International Film Festival war Comars Regiedebüt in der Kategorie Bestes Erstlingswerk für den Archie Award nominiert. Beim Festival du film de Cabourg wurde Reda Kateb 2017 mit dem Swann d’or als bester Darsteller ausgezeichnet. In der Kategorie Bester Hauptdarsteller erhielt Kateb 2018 eine Nominierung für den César. Bei der Verleihung des Prix Lumière war Kateb im selben Jahr in der Kategorie Bester Darsteller nominiert.

## Deutsche Fassung
Die deutsche Synchronfassung entstand bei der TaunusFilm Synchron in Berlin. Für Dialogbuch und -regie war Stephan Hoffmann verantwortlich.
| Rolle                           | Darsteller           | Synchronsprecher     |
| ------------------------------- | -------------------- | -------------------- |
| Django Reinhardt                | Reda Kateb           | Nicola Devico Mamone |
| Louise de Klerk                 | Cécile de France     | Tanja Geke           |
| Naguine Reinhardt               | Bea Palya            | Anna Grisebach       |
| Negros Reinhardt                | Bimbam Merstein      | Luise Lunow          |
| Lévêque / La Plume              | Gabriel Mireté       | Florian Clyde        |
| Joseph Reinhardt / Nin-Nin      | Johnny Montreuil     | Matthias Deutelmoser |
| Fouad / Tam Tam                 | Vincent Frade        | Thomas Schmuckert    |
| Charles Delaunay                | Patrick Mille        | Felix Spieß          |
| Rossignol                       | Hugues Jourdain      | Steven Merting       |
| Hammerstein                     | Ulrich Brandhoff     | Ulrich Brandhoff     |
| Hans Biber                      | Alex Brendemühl      | Martin Kautz         |
| Dietrich Schulz-Köhn / Dr. Jazz | Jan Henrik Stahlberg | Jan Henrik Stahlberg |
| Werner Effman                   | Robert Schupp        | Robert Schupp        |